# Fotuha'a
Fotuha'a es una localidad del distrito de Lifuka, en Tonga. Tiene una población de 76 habitantes en 2021.